# 安德拉·戴
卡桑德拉·莫妮克·「安德拉」·巴蒂（1984年12月30日—），以安德拉·戴（Andra Day）为藝名被熟知，美國女歌手及词曲作家，目前签约华纳兄弟唱片公司。她发行于2015年的首张专辑《为堕落干杯》（Cheers to the Fall）在美国公告牌排行榜前200的榜单中最高排名为第48名。此专辑被提名为最佳节奏蓝调专辑，主打单曲〈Rise up〉被提名为2016年格莱美奖最佳节奏蓝调表演奖。戴还特地与史提夫·汪达一同现身苹果电视2015年后半年的广告中，汪达对于安德拉被发掘功不可没。她的巡回演出“Cheers to the Fall”于2016年11月开始。2021年，其因在傳記電影《美国诉比莉·哈乐黛》中飾演傳奇爵士女伶比莉·荷莉戴而榮獲第78屆金球獎剧情类电影最佳女主角。

## 早年生活与教育经历
戴于1984年12月30日出生于华盛顿州斯波坎市，三岁搬至南加利福利亚州。她跟随家庭在南加州的圣地亚哥长大，年纪轻轻便在加州丘拉维斯塔市的第一联合卫理公会派教堂（the First United Methodist Church）开始了唱歌活动。5岁时戴开始上舞蹈课，并一直持续到20多岁。她进入瓦伦西亚公园小学，并在那里培养了对表演艺术的兴趣。12岁时，戴被介绍给了一些突出的灵魂乐与节奏蓝调歌手，如比莉·荷莉戴、艾拉·费兹洁拉和黛娜·華盛頓。这三个人都对她的早期声线产生了影响。2003年，她毕业于圣地亚哥艺术创作与表演学院（the San Diego School of Creative and Performing Arts）。

## 职业生涯

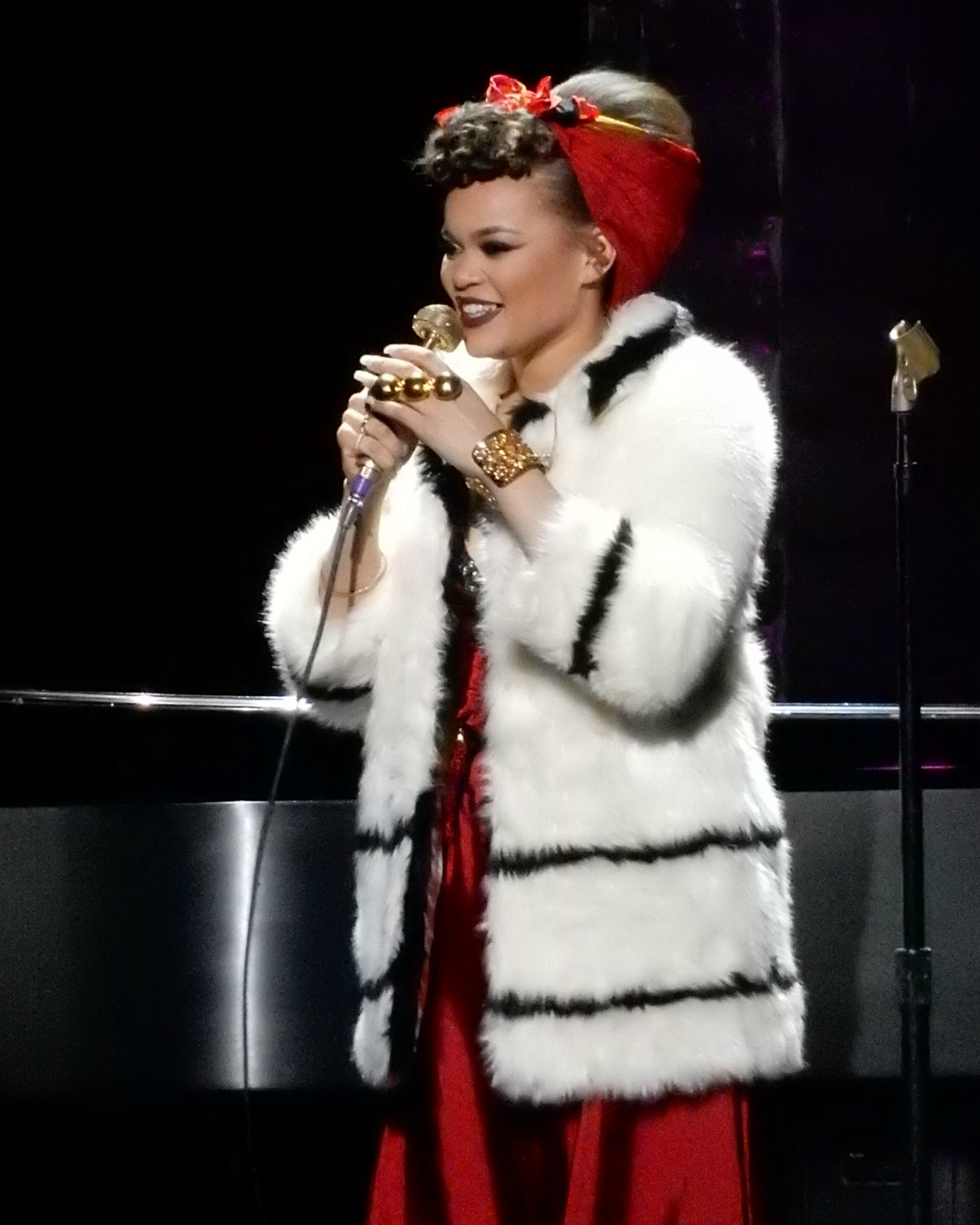
安德拉·戴2016年3月在纽约的无线电城音乐厅演唱。

高中毕业之后, 戴经历了20多份工作，其中包括给孩子们演出。2010年, 史提夫·汪达的第二任妻子凯·米勒德在一个购物中心看到了戴的表演，并帮她博得了丈夫汪达的关注。 戴随后不久便接到了汪达本人的电话。虽然没有立刻形成合作的伙伴关系，但两人在大约一年以后再度联络。汪达那时把戴推荐给了制片人阿德里安·格维茨（Adrian Gurvitz）。格维茨最终在几年之后与戴合作了她的首张专辑。
戴赢得了与华纳兄弟的唱片合约。有一部分合约是因为她的YouTube频道中有许多大受欢迎的不插电封面和视听混搭合集，而这些作品大多数是在圣地亚哥家中姐妹的卧室里完成拍摄的。她的封面包括洁西·J（Jessie J）的《听妈妈的话》（Mamma Knows Best），埃米纳姆（Eminem）的《迷失自我》（Lose Yourself）和缪斯乐队（Muse）的《起义》（Uprising）。她同样以音乐混搭而出名，较为突出的一首歌中，戴将声名狼藉先生（The Notorious B.I.G.）的《大老爹》（Big Poppa）和马文·盖伊（Marvin Gaye）的《让我们嗨起来》（Let's Get It On）拼凑；另一首作品中，她则把艾米·怀恩豪斯（Amy Winehouse）的《他只能抱她》（He Can Only Hold Her）和劳伦·希尔（Lauryn Hill）的《Doo Wop (That Thing)》结合起来。
在那段时间，戴还和格维茨合作40首左右的的原创歌曲。最后也有其他人成为她首张录音室专辑的制片人和贡献者，包括拉斐尔·沙迪克（Raphael Saadiq）、寻爱（Questlove）、詹姆斯·波塞（James Poyser）、爵士DJ杰夫（DJ Jazzy Jeff）和Dap-国王（The Dap-Kings）。2014年，戴在圣丹斯电影节上吸引到了大导演斯派克·李（Spike Lee）的注意，李主动执导其单曲《永远属于我》（Forever Mine）的音乐视频。2015年，戴在黑人娱乐电视奖、特奥会闭幕典礼和精华音乐节上均奉献了演出。她也在电视节目中频频露面，如吉米·坎摩尔直播秀（Jimmy Kimmel Live!）早安美國（Good Morning America）等等。值得一提的是，戴演唱了妮娜·西蒙（Nina Simone）的《密西西比该死》（Mississippi Goddam），作为Netflix自传类纪录片《发生了什么，西蒙小姐？》（What Happened, Miss Simone?）的配乐。
她的首次全国巡回演出在2015年的8、9月举行。10月，戴在白宫演唱了“Rise Up”，并再次为A+E电视网（ A&E）的特别直播《光芒闪耀：美国种族发展音乐会》（Shining a Light: A Concert for Progress on Race in America）表演了歌曲。
2016年5月，安德拉·戴与麦当劳和可口可乐达成协议，大约有5千万个麦当劳的杯子将会印上她的图像。该合作关系也是“共享杯”歌词项目的一部分，并且也有来自戴的歌曲“Rise Up”的歌词。 Purchasers 在麦当劳购买这些杯子的人将获得抽奖机会，中奖者可以在2016年6月的精华音乐节上现场聆听戴的演唱她的巡回演唱会“Cheers to the Fall”将于2016年11月开始，首场地点是戴的家乡圣地亚哥。
2016年费城民主党全国代表大会上，戴在第二天的演出中获得称赞。随后不久她便紧紧跟随“Mothers of the Movement”而活动。Mothers of the Movement由一群母亲组成，她们的子女均是死于警察或枪支暴力的非裔美国人。

## 音乐作品

### 录音室专辑
| 专辑名             | 专辑细节                                                                        | 最高排行榜名次     | 最高排行榜名次 | 最高排行榜名次   | 最高排行榜名次       | 最高排行榜名次 |
| 专辑名             | 专辑细节                                                                        | 公告牌二百强专辑榜 | 美国 R&B       | 美国 R&B/Hip-Hop | 澳大利亚唱片业协会榜 | 英国专辑排行榜 |
| ------------------ | ------------------------------------------------------------------------------- | ------------------ | -------------- | ---------------- | -------------------- | -------------- |
| Cheers to the Fall | - 发行于2015年8月28日 - 标签: Buskin, 华纳兄弟 - 格式: CD, LP, digital download | 48                 | 3              | 6                | —                    | —              |

### 单曲
| 歌曲                                             | 年份 | 最高排行榜名次   | 最高排行榜名次   | 最高排行榜名次 | 最高排行榜名次 | 最高排行榜名次 | 所属专辑           |
| 歌曲                                             | 年份 | 公告牌百强单曲榜 | 美国 R&B/HH      | 美国 R&B       | 美国 adult r&b | 美国 adult pop | 所属专辑           |
| ------------------------------------------------ | ---- | ---------------- | ---------------- | -------------- | -------------- | -------------- | ------------------ |
| "Forever Mine"                                   | 2015 | —                | —                | —              | —              | —              | Cheers to the Fall |
| "Rise Up"                                        | 2015 | 101              | 31               | 13             | 6              | 26             | Cheers to the Fall |
| "Someday At Christmas" (featuring Stevie Wonder) | 2015 | —                | —[upper-alpha 1] | 24             | —              | —              |                    |
| "Gold"                                           | 2016 | —                | —                | —              | 29             | —              | Cheers to the Fall |